# Edward Nicholas
Pour les articles homonymes, voir Nicholas.
Edward Nicholas (4 avril 1593 - 1er septembre 1669) est un fonctionnaire et homme politique anglais qui est secrétaire d'État de Charles Ier et de Charles II. Il siège également à la Chambre des communes à divers moments entre 1621 et 1629. Il est secrétaire d'Edouard la Zouche et du duc de Buckingham à l'Amirauté et est greffier du Conseil privé. Il soutient la cause royaliste pendant la guerre civile anglaise et accompagne la cour en exil, avant d'occuper le poste de secrétaire d'État à la Restauration.

## Biographie
Nicholas est le fils aîné de John Nicholas d'une famille du Wiltshire. Il fait ses études au lycée de Salisbury, au Winchester College et au Queen's College d'Oxford.
Après des études de droit au Middle Temple, Nicholas devient en 1618 secrétaire d'Edouard la Zouche, onzième baron Zouche, lord gardien et amiral des Cinq-Ports. En 1621, il est élu député de Winchelsea. Il est réélu comme l'un des députés de Winchelsea en 1624 dans ce qui est devenu connu sous le nom de Happy Parliament. Nicholas tient des journaux de tous les parlements dans lesquels il siège. Lorsque Zouche démissionne de sa charge de lord gardien en faveur du duc de Buckingham, le duc, sur la recommandation de Zouche, nomme Nicholas le 9 décembre 1624 comme secrétaire pour les affaires des Cinq Ports. En 1625, il devient le premier titulaire du poste de secrétaire de l'Amirauté et peu de temps après, il est nommé greffier supplémentaire du conseil privé, avec des fonctions liées aux affaires de l'Amirauté. En 1628, il est élu député de Douvres et siège jusqu'en 1629, lorsque le roi Charles décide de régner sans parlement pendant onze ans.
De 1635 à 1641, Nicholas est l'un des greffiers ordinaires du conseil. Dans cette situation, il a beaucoup d'affaires à traiter en rapport avec le prélèvement de l'argent des navires. Lorsqu'en 1641 le roi Charles Ier se rend en Écosse, il reste à Londres et se charge de tenir le roi informé des délibérations du parlement. Lorsque Charles retourne à Londres, Nicholas est fait chevalier et nommé conseiller privé et secrétaire d'État, à ce titre il assiste le roi pendant que la cour est à Oxford et s'occupe des négociations du traité d'Uxbridge.
Tout au long de la guerre civile, Nicholas est l'un des conseillers les plus sages et les plus fidèles de Charles. Il arrange les détails de la reddition du roi aux Écossais le 5 mai 1646, bien qu'il ne semble pas avoir conseillé ni même approuvé cette mesure. Il négocie la capitulation d'Oxford le 24 juin 1646, avec la permission pour Nicholas lui-même de se retirer à l'étranger avec sa famille. Il se rend en France, recommandé par le roi à la confiance du prince de Galles.
En 1648, Nicholas écrit une brochure, An Apology for the Honorable Nation of the Jews, qui appelle à la réadmission des Juifs en Angleterre. C'est l'un des rares exemples d'écrits pro-admission qui n'appelle pas également à la conversion des Juifs et est cité par Manasse ben Israël dans ses Humble Addresses, bien que Cecil Roth se demande si le pamphlet pourrait en fait avoir été écrit par un Juif .
Après la mort du roi, Nicolas reste sur le continent, concertant des mesures en faveur de Charles II en exil avec Hyde et d'autres royalistes, mais l'hostilité de la reine Henriette-Marie le prive de toute influence réelle dans les conseils du jeune souverain. Il vit à La Haye et ailleurs dans un état de misère qui entrave son pouvoir de servir Charles, mais que celui-ci ne fait rien pour soulager. Charles le nomme secrétaire d'État en exil en 1654 .

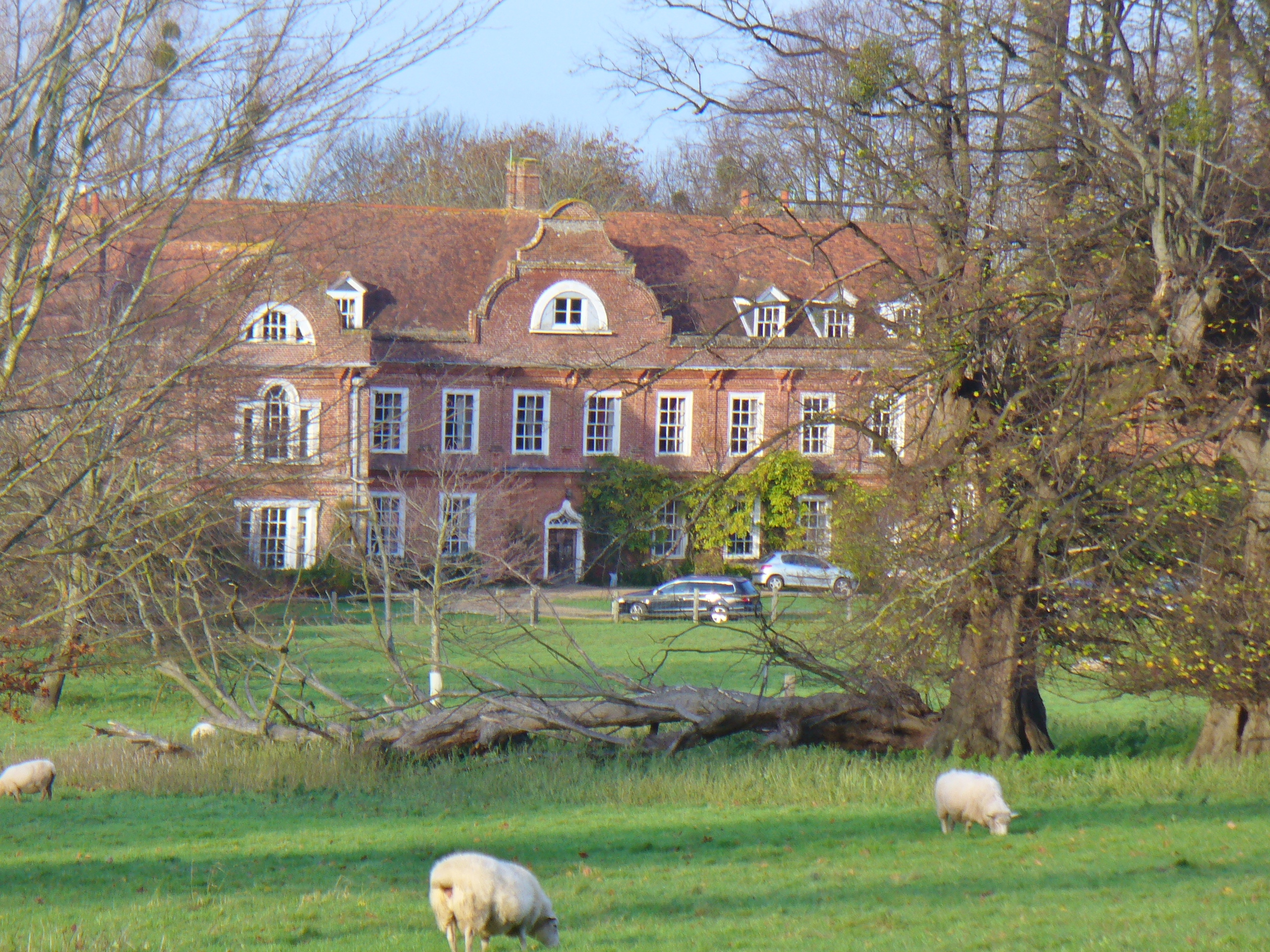
West Horsley Place

Nicholas retourne en Angleterre à la Restauration et prend ses fonctions de secrétaire d'État avec William Morice, un ancien partisan du Parlement. Nicholas perd son poste, contre ses propres souhaits, en faveur du favori de Charles Henry Bennet. Il reçoit une somme d'argent et l'offre d'une pairie, qu'il se sent trop pauvre pour accepter. Il se retire dans un siège de campagne dans le Surrey (le manoir de West Horsley) qu'il achète à Carew Raleigh, fils de Sir Walter Raleigh, et il y vit jusqu'à sa mort en 1669.

## Famille
Il épouse Jane Jay, une fille de Henry Jay, un conseiller municipal de Londres et a plusieurs fils et filles. Son fils aîné est sir John Nicholas, greffier du sceau et greffier du Conseil privé. Sa fille Susannah épouse en secondes noces l'homme d'État irlandais George Lane (1er vicomte Lanesborough) : comme son père, il passe des années en exil avec Charles II, et en 1659, le couple est presque sans ressources, mais est bien récompensé après la Restauration. Suzanne est décédée en 1671.
Son frère cadet Matthew Nicholas (1594–1661) est successivement doyen de Bristol, chanoine de Westminster et doyen de St Paul. Son siège de campagne est à Sunninghill dans le Berkshire.
Les correspondances rassemblées de Nicholas sont publiées en trois volumes par la Royal Historical Society en 1920.